# Raïon de Melekess
Le raïon de Melekess (Мелеке́сский райо́н) est une entité territoriale administrative de Russie de type arrondissement (raïon) située dans l'oblast d'Oulianovsk. Son chef-lieu est la ville de Dimitrovgrad (qui ne fait pas partie du raïon) qui s'appelait avant 1972 Melekess. Ce raïon a été formé en 1928 et s'étend sur 3 472 km².

## Géographie
Le raïon de Melekess confine au nord-ouest au raïon de Staraïa Maïna, à l'ouest au raïon de Tcherdakly, à l'est au raïon de Novaïa Malykla de l'oblast d'Oulianovsk. Il s'étend sur la rive gauche de l'oblast et comprend cinquante localités, et trois communes urbaines : Moullovka, Nikolskoïe-sur-le-Tcheremchan et Novaïa Maïna.
La superficie totale des terres agricoles est de 195 000 hectares. L'agriculture est spécialisée dans la production de céréales, de pommes de terre, de viande et de produits laitiers et d'aviculture. L'économie de banlieue est développée près de la ville de Dimitrovgrad.

## Histoire
L'arrondissement a été formé le 16 juillet 1928 à l'intérieur de l'okroug d'Oulianovsk de l'oblast de la Moyenne-Volga (devenue kraï de la Moyenne-Volga en 1929), à partir du territoire de l'ouïezd de Melekess supprimé. L'ancien raïon de Nikolskoïe-sur-le-Tcheremchan entre dans le raïon de Melekess le 21 janvier 1929. Le raïon fait partie à partir de 1935 du kraï de Kouïbychev. En janvier 1935, les raïons de Novaïa Malykla et de Malaïa Kandala sont séparés du raïon et le raïon de Nikolskoïe de nouveau formé. En 1936, le raïon de Melekess fait partie de l'oblast de Kouïbychev et le 19 janvier 1943 du nouvel oblast d'Oulianovsk.
Le 2 novembre 1957, une partie du territoire du raïon supprimé de Nikolskoïe entre dans le raïon, ainsi qu'une partie du raïon supprimé de Tiinsk. Une partie du territoire est envahie par les eaux du nouveau réservoir de Kouïbychev et plusieurs villages sont reconstruits ailleurs : Sabakaïevo, Birlia, Eryklinsk, etc., tandis que des villages disparaissent sous les eaux et dont les habitants sont relogés dans d'autres parties de l'arrondissement. Ce sont les villages de Naïanovka, Krasny Yar, Kondakovka, Krotkovo-Gorodichtché, Soglassié et divers hameaux,,.
Le 13 juillet 2004, les villages de Datchny et Torfboloto sont intégrés à la municipalité de la ville de Dimitrovgrad.

## Population
Recensements (*) ou estimations de la population
| 1939*  | 1989*  | 2002*  | 2010*  | 2012   | 2013   |
| ------ | ------ | ------ | ------ | ------ | ------ |
| 24 003 | 42 023 | 40 272 | 36 718 | 36 350 | 36 202 |

| 2014   | 2017   | 2019   | 2021   | - | - |
| ------ | ------ | ------ | ------ | - | - |
| 35 995 | 34 684 | 33 017 | 30 682 | - | - |

Nationalités en 2010
Les Russes sont au nombre de 24 421 habitants (66,9 %), les Tatars 5 295 (14,5 %), les Tchouvaches 4 463 (12,2 %), les Mordves 837 (2,3 %), et autres 4,1 %.

## Économie
L'arrondissement (raïon) de Melekess est le leader incontesté de l'oblast d'Oulianovsk en termes de battage des céréales. En 2020, la récolte de céréales a dépassé 300 000 tonnes, s'élevant à 309 500 tonnes. Il y a des sujets entiers de la Fédération de Russie qui récoltent moins de céréales que l'arrondissement de Melekess. C'est donc le grenier de l'oblast d'Oulianovsk. La deuxième place est à l'arrondissement de Tcherdakly avec plus de 226 000 tonnes.

## Subdivisions territoriales
Le raïon de Melekess est subdivisé en deux établissements urbains et en six établissements ruraux,, équivalant aux mêmes entités municipales.
- Établissement urbain de Moullovka (siège: Moullovka): 3 localités: Beriozovka (2 habitants), Lesnoï (261 habitants) et Moullovka (5 029 habitants)
- Établissement urbain de Novaïa Maïna (siège: Novaïa Maïna): 6 localités: Chtcherbakovka (84 habitants), Novaïa Maïna (5 029 habitants), Tchiornaïa Retchka (297 habitants), Troujenik (96 habitants), Verkhni Melekess (588 habitants) et Zaretchnaïa Sloboda (19 habitants).
- Établissement rural de Liébiajié (siège: Liébiajié): 7 localités: Allagoulovo (508 habitants), Avrali (296 habitants), Koulikovka (158 habitants), Liébiajié (1 032 habitants), Primorskoïé (349 habitants), Sabakaïevo (1 623 habitants) et Stepnaïa Vassilievka (421 habitants).
- Établissement rural de Nikolskoïé-sur-le-Tcheremchan (siège: Nikolskoïé-sur-le-Tcheremchan): 4 localités: Eryklinsk (629 habitants), Kipreï (182 habitants), Lopata (14 habitants) et Nikolskoïé-sur-le-Tcheremchan (1 640 habitants).
- Établissement rural de Novossiolki (siège: Novossiolki): 8 localités: Filippovka (730 habitants), Kovylni (323 habitants), Moïsseïevka (400 habitants), Mordovo-Ozero (324 habitants), Novossiolki (2 871 habitants), Outkine (305 habitants), Prostory (294 habitants) et Vidny (299 habitants).
- Établissement rural de Riazanovo (siège: Riazanovo): 8 localités: Alexandrovka (812 habitants), Birlia (161 habitants), Divny (1 008 habitants), Doubravka (68 habitants), Riazanovo (1 511 habitants), Tchouvachski Souskan (261 habitants), Vichenka (210 habitants) et Volia (94 habitants).
- Établissement rural de Staraïa Sakhtcha (siège: Staraïa Sakhtcha): 9 localités: Aplakovo (221 habitants), Borovka (263 habitants), Brigadirovka (469 habitants), Kourlan (26 habitants), Nekrassovo (23 habitants), Novaïa Sakhtcha (93 habitants), Staraïa Sakhtcha (939 habitants), Stary Pismir (63 habitants) et Youdanovo (62 habitants).
- Établissement rural de Tiinsk (siège: Tiinsk): 10 localités: Ejevitchny (0 habitant à l'année), Lesnaïa Khmeliovka (999 habitants), Lesnaïa Vassilievka (79 habitants), Rassvet (0 habitant à l'année), Rousski Melekess (953 habitants), Sloboda-Vykhodtsevo (606 habitants), Terentievka (294 habitants), Tiinsk (1 367 habitants), Tiinsk annexe (0) et Tinarka (275 habitants).

NB: chiffres du recensement de 2010.

## Lieux à visiter
- L'on trouve à 1,5 km à l'ouest de Moullovka un site historique : un fossé de l'ancienne ligne de défense de la Kama mesurant un kilomètre de longueur.
- Une forêt inscrite au patrimoine naturel protégé se trouve à côté de Moullovka.
- L'île de Borok est inscrite au patrimoine naturel.
- Les sources du raïon de Melekess[11].
- Les cerisaies de la steppe avec des colonies d'abeilles sauvages (sites protégés[12]).